# Ángel Martínez Sanjuán
Ángel Martínez Sanjuán est un homme politique espagnol membre du Parti socialiste ouvrier espagnol (PSOE), né le 8 avril 1951 à Saint-Sébastien.
Il est secrétaire général du Parti socialiste ouvrier espagnol de La Rioja entre 1981 et 2000 et député de La Rioja au Congrès des députés de 1982 à 2008.